# Languilla
Languilla er en by og kommune i det centrale Spanien i provinsen Segovia. Den har et indbyggertal på 84 (2024) indbyggere.